# Sound novel (genre de jeu électronique)
Ne doit pas être confondu avec Visual novel ou Sound Novel (série de jeux vidéo).
« Sound novel » redirige ici. Pour les autres significations, voir Sound novel (homonymie).

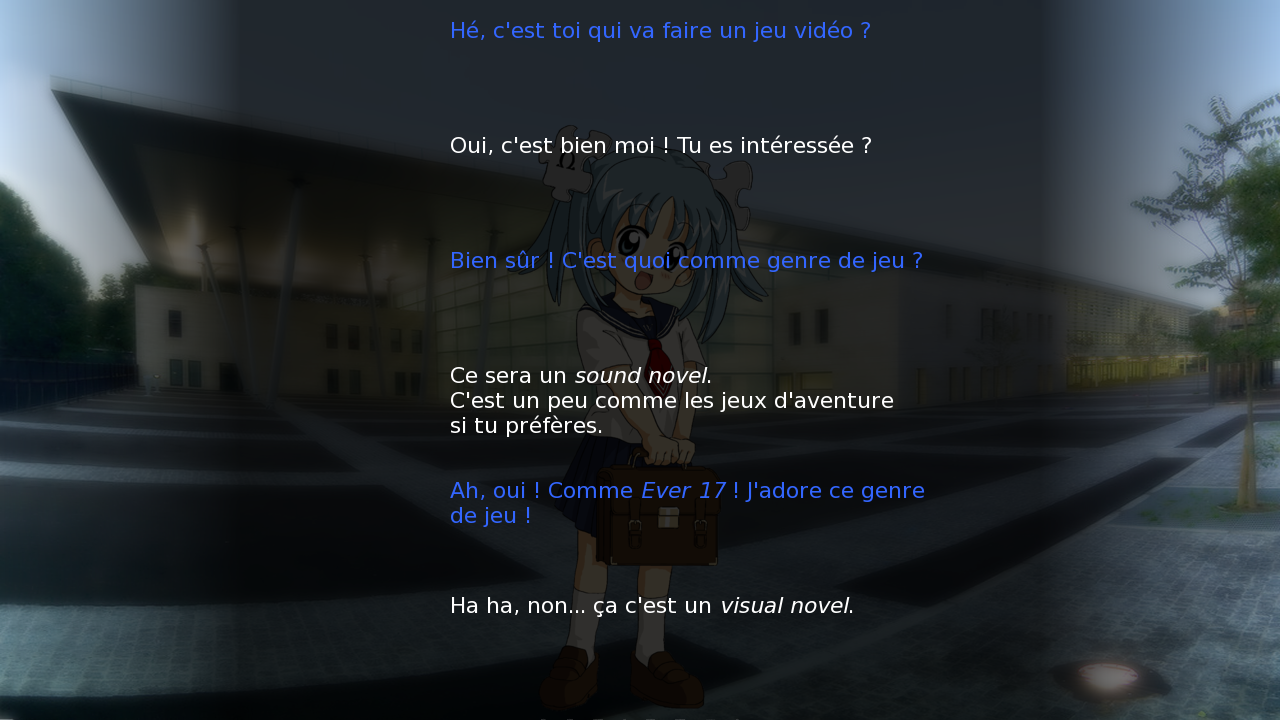
Exemple de sound novel créé grâce à Ren'Py avec Wikipe-tan.

Un sound novel (サウンドノベル, saundo noberu, prononcé : [saɯNdonobeɾɯ] en japonais et prononcé : [saʊnd ˈnɒvəl] en anglais britannique, litt. « roman sonore ») est un genre de jeu électronique se situant entre le jeu vidéo et le jeu audio. Ce genre de jeu est assez populaire au Japon, mais moins connu dans le reste du monde. Le terme sound novel est un wasei-eigo, un mot japonais formé à partir de mots de la langue anglaise. Au Japon, les sound novels sont considérés comme des jeux d'aventure car il en est une continuation du genre. Ce genre de jeu est souvent rapproché avec le visual novel, un genre de jeu extrêmement similaire qui, à la place de mettre en valeur le son et la musique, met en valeur les graphismes. Au Japon, seuls les jeux de la série Sound Novel de Chunsoft peuvent utiliser ce terme car c'est une marque déposée par Chunsoft.

## Origine
Le terme sound novel provient de la populaire franchise Sound Novel de Chunsoft, qui a débuté avec la sortie d'Otogirisou sur Super Famicom en 1992, mais qui s'est finalement transformé en un titre de genre englobant des jeux de plusieurs sociétés qui imitaient le style de narration utilisé par Chunsoft. Une marque a été déposée en 2000 par Chunsoft pour protéger le terme サウンドノベル (sound novel). Selon Ryūkishi07, scénariste des sound novels de la série When They Cry, le terme « PC-Novel » est préféré pour désigner des sound novels et visual novels au Japon.

## Caractéristiques
Les sound novels sont une évolution des jeux d'aventure japonais dont la caractéristique principale est de mettre l'accent sur la lecture plutôt que sur la résolution de problèmes « complexes » — jouer à des mini-jeux par exemple —, le texte couvrant généralement la totalité de l'écran et les autres éléments visuels étant souvent relégués au second plan ou de style minimaliste. Comme on peut s'y attendre vu le nom du genre, le son et la musique sont fortement utilisés pour immerger le joueur dans l'histoire. Les interactions se limitent à faire des choix qui ramènent l'histoire à un certain nombre de fins différentes, bien que certains titres aient des récits linéaires sans aucun gameplay qu'on qualifiera de kinetic novel.
Le sound novel le plus proche du concept du genre est Real Sound ~Kaze no Regret~ car il ne comporte aucun graphisme. Il reste cependant beaucoup plus interactif qu'un simple Drama CD.
Un autre jeu pouvant être rapproché des sound novels les plus purs est la production indépendante française De Profundis, qui se déroule entièrement dans le noir, avec des dialogues et des choix influant sur la musique - générative - laquelle est mise au centre de l'expérience du joueur.

## Popularité

### Au Japon
Le genre était très répandu au Japon au milieu des années 90, et a explosé en popularité après la sortie de Kamaitachi no Yoru de Chunsoft en 1994, et a connu le plus d'activité sur des consoles comme la Super Famicom et la PlayStation. Le genre a ensuite migré vers les ordinateurs japonais avec la série Leaf Visual Novel Series de Leaf, qui a créé le terme de visual novel, et a finalement connu une nouvelle vie dans la scène des dōjinshi japonais au début des années 2000 grâce à la popularité de titres comme Higurashi de 07th Expansion. Ce genre de jeu est très utilisé pour les jeux d'horreur.

### Dans le reste du monde

#### Ambiguïtésound novel-visual novel
| des jeux considérés comme précurseurs respectivement du sound novel et du visual novel. | |
| 1992                                                                                    | Otogirisō (en) (considéré comme le 1er sound novel, 1er jeu de la franchise Sound Novel de Chunsoft)                                         |
| 1993                                                                                    | |
| 1994                                                                                    | |
| 1995                                                                                    | |
| 1996                                                                                    | Shizuku (considéré comme le 1er visual novel ayant inspiré les visual novels modernes, 1er jeu de la série Leaf Visual Novel Series de Leaf) |

En dehors du Japon, le terme « sound novel » est très obscur et rarement utilisé car très peu de jeux de ce genre sont disponibles en anglais et parce que beaucoup de jeux sont simplement reclassés en visual novel par les fans à l'international.
Par exemple, sur la base de données de visual novels la plus connue internationalement, The Visual Novel Database (ou VNDB), les sound novels de la série When They Cry sont présents.

## Titres et séries de jeux notables
(ordre alphabétique)
- La franchise Sound Novel de Chunsoft (Otogirisou, Kamaitachi no Yoru (Banshee's Last Cry), Machi, Kamaitachi no Yoru 2, Kamaitachi no Yoru Triple, Imabikisou, 428: Shibuya Scramble et Shin Kamaitachi no Yoru: 11 Hitome no Suspect)
- La série des When They Cry de 07th Expansion (Higurashi no naku koro ni, Umineko no Naku Koro ni et Kikonia no Naku Koro ni)
- Real Sound ~Kaze no Regret~, le premier jeu vidéo commercialisé à destination des aveugles (mais également commercialisé pour les voyants). Le jeu ne possède pas de graphismes.

## Moteurs de jeu notables desound novels
Note
La majorité de ces moteurs sont principalement conçus pour créer des visual novels mais étant donné la proximité des deux genres, on peut considérer qu'il est possible de créer facilement un sound novel avec eux.
(ordre alphabétique)
- BGI (logiciel propriétaire, scripting)
- KiriKiri (gratuit avec possibilité d'achat de licences commerciales, open source, scripting)
- NScripter (gratuit, logiciel propriétaire, scripting)
  - ...et les moteurs lui étant liés.
- Ren'Py (gratuit, open source, scripting)
- Sound Novel Tsukūru (ja) (サウンドノベルツクール, Saundo Noberu Tsukūru?, litt. Créateur de roman sonore) (payant, logiciel propriétaire, langage graphique, seulement sur Super Nintendo / Super Famicom[4])
- Sound Novel Tsukūru 2 (ja) (サウンドノベルツクール, Saundo Noberu Tsukūru 2?, litt. Créateur de roman sonore 2) (payant, logiciel propriétaire, langage graphique, seulement sur PlayStation 1 et Sega Saturn[4])
- Tyrano Builder (payant, logiciel propriétaire, langage graphique et scripting)

## Voir également
- (ja) L'article sound novel (サウンドノベル) de la Wikipédia japonaise
- (fr) L'article Sound Novel (série de jeux vidéo) concernant la série produite par Chunsoft.